# ラバウル航空隊

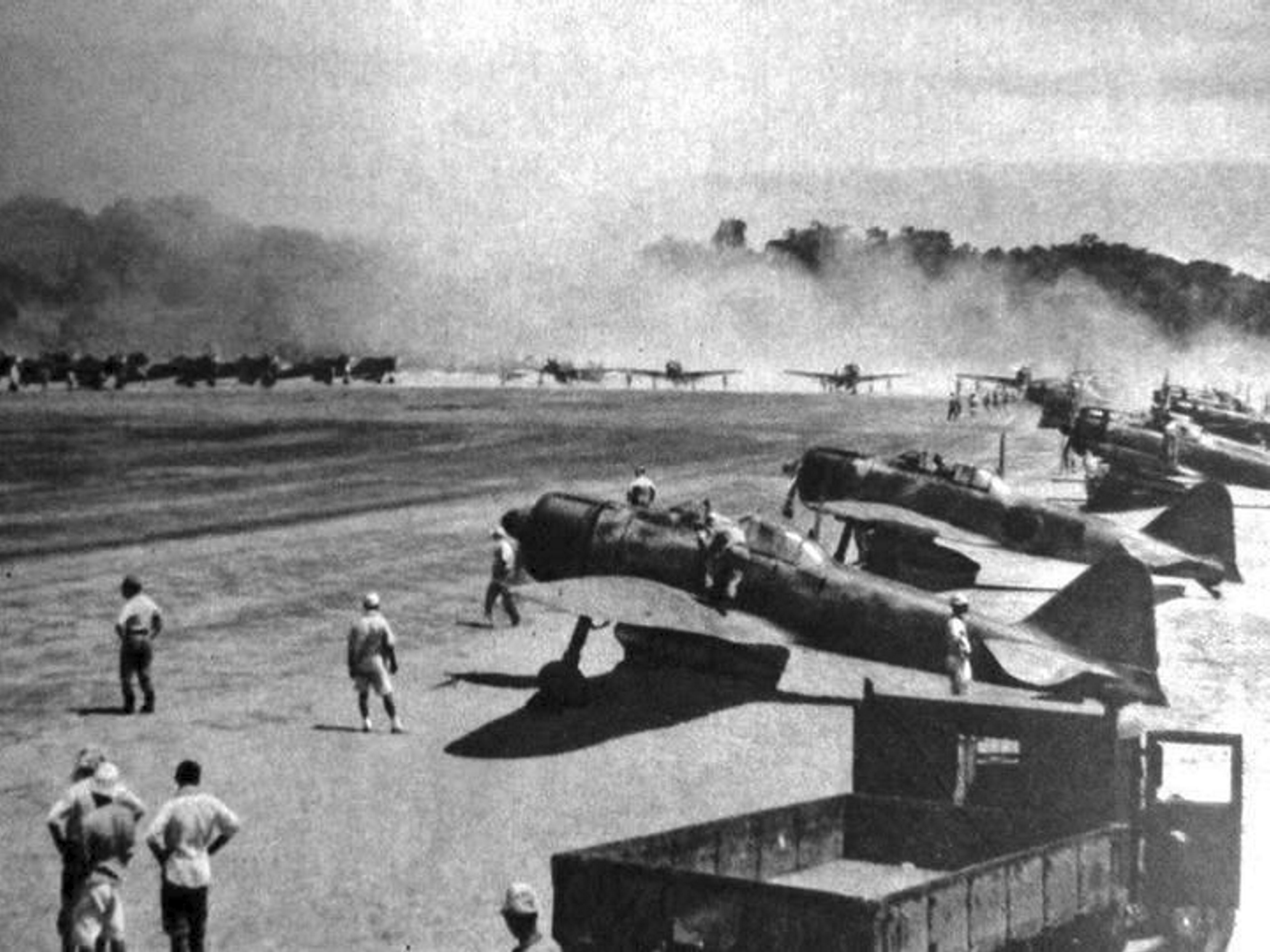
ラバウル航空隊ブイン基地（1943年4月い号作戦時撮影）

ラバウル航空隊（ラバウルこうくうたい）とは、第二次世界大戦時、ニューブリテン島（現在のパプアニューギニア）のラバウル基地に集結してこの空域に展開して戦闘に参加した、日本海軍・陸軍の各航空隊（航空部隊）の総称である。
1942年（昭和17年）1月から、日本軍は南方作戦の一環としてオーストラリア委任統治領であるニューブリテン島を制圧（ラバウルの戦い）。同時に、日本海軍航空隊は南太平洋諸島の確保、トラック諸島の海軍根拠地の防衛、機動部隊の支援を目的にラバウルに進出。同年末には日本陸軍航空部隊も進出し、重要拠点化された。
航空隊は作戦に呼応してアメリカ陸軍・オーストラリア軍に対する東部ニューギニア、およびアメリカ海軍・海兵隊・ニュージーランド軍に対するソロモン方面の各基地を移動転戦したが、戦局の悪化とともに重要性が減り、少数の残存者・航空機を除き1944年（昭和19年）2月にラバウルから撤退したものの、その後も残存者や航空機が終戦に至るまで偵察などの活動を続けた。

## 歴史

### 1942年

#### 日本の進出
日本は内南洋方面の守りを固める目的で、陸海軍でオーストラリアの委任統治領であったラバウルとカビエンを攻略することを決めた。ラバウル航空隊は、中村忍大佐が指揮する水上機母艦「聖川丸」（第四艦隊所属）の水上機隊から始まった。1942年1月20-22日、日本海軍の第一航空艦隊がラバウルを空襲により制圧し、23日攻略に成功する。翌24日、「聖川丸」がラバウルに進出し、水上機基地を開設した。25日、横浜海軍航空隊の九七式飛行艇の一部が派遣されたが、敵機による被害を避けるために即日出発してニューアイルランド島の南東方にあるグリーン島に基地を移し、戦闘機隊の進出を待って2月4日にラバウルに基地を開設した。
1942年1月24日、千歳海軍航空隊の副長山中龍太郎中佐は飛行艇に便乗してラバウルに出発、陸軍の協力を得てラバウルの飛行場整備を行い小型機の離着陸の見込みがつき、岡本晴年大尉の指揮する九六式艦上戦闘機18機の進出が命じられた。慎重を期して航空母艦で輸送されることになったが、同隊は空母の経験者が少なく、25日、空母翔鶴・瑞鶴母艦飛行機隊の操縦員によって着艦収容された。26日、千歳空の操縦員によって発艦したが、天候不良で一度引き返して着艦未経験者を含む全機無事成功した。27日、再度発艦してカルビエンの飛行場に着陸したが、整備が不十分で2機が着陸時破損。整備員不在、燃料不足、天候不良の問題で同隊がラバウル進出を完了したのは31日のことであった。
2月10日、千歳空分遣隊と高雄海軍航空隊陸攻隊で第四海軍航空隊（森玉司令）を新編。1942年2月14日、第二十四航空戦隊司令部が進出し、いわゆる「ラバウル航空隊」の誕生となった。20日、ラバウル南方の最初の航空戦は、接近する米機動部隊に対し4空の一式陸上攻撃機17機が攻撃に向かったが、帰還機はわずか2機と開戦以来の最大の被害となった（ニューギニア沖海戦）。23日、第一航空隊陸攻隊（中攻隊）がラバウルに着任。24日からニューギニア島東南部、ポートモレスビー基地攻撃を開始。3月7日、陸軍南海支隊の一部のサラモア上陸、海軍陸戦隊のラエ上陸で終戦まで続くニューギニアの戦いが開始。3月8日、ラエ・サラモア攻略作戦に成功。その後、ソロモンは搭乗員の墓場といわれるほど激しい戦闘となり、5月3日のツラギ攻略で終結した。ラエ占領後のポートモレスビーは一進一退の攻防に終始し、ラバウルは零式艦上戦闘機の活躍により保持されていた。一方で3月31日、先のフィリピン攻略戦初期の爆撃行時に不時着、抗日ゲリラの捕虜となるも陸軍部隊に救出され復帰した一空の原田機（九六式陸上攻撃機）乗組員一同に対し、その処分に困じた海軍上層部がポートモレスビー基地陣地への攻撃・自爆命令を発している（一空事件）。
4月1日、第二十五航空戦隊が新編される。25航戦は編制上第十一航空艦隊の隷下だが、連合艦隊は軍隊区分で南洋部隊に配属させた。24航戦は開戦以来南洋部隊基地航空隊として南洋群島、南東の航空作戦に任じてきたが、25航戦の新編でマーシャル方面基地航空部隊となった。25航戦がラバウル方面となり、24航戦の西方空襲部隊任務を引き継いだ。25航戦に台南海軍航空隊、四空、横浜空が、24航戦に千歳空、1空、14空が編入された。台南空は、ラバウルおよびラエ方面で作戦中だった4空の戦闘機隊の人員、機材の大部分を吸収し、バリ島およびクーパンに展開中だった台南空本隊もラバウルに進出した。10日、1空は後退し本土木更津で再建に入る。5月3日、浜空（横浜海軍航空隊）飛行艇隊はガダルカナル島ルンガ泊地北東対岸に位置するフロリダ島南端小島のツラギに進出する。
5月7日、ポートモレスビー攻略作戦の前哨戦となった珊瑚海海戦でニューギニア・ラエの戦闘機隊とラバウルの攻撃機隊が地上基地からの協同作戦で敵機動部隊への攻撃に向かう。一式陸攻31機で重巡洋艦中心の水上部隊と遭遇し雷撃するが一本の命中もなくこちらの被害は甚大だった。しかし、攻撃隊は戦果を「型不明戦艦一隻撃沈、重巡一隻大破」と過大に報告し、さらに過大な戦果が発表された。この海戦で第四艦隊が米機動部隊と交戦し空母を損傷、ポートモレスビー攻略部隊はこの妨害で作戦に失敗し、一時中止した後に作戦を将来陸路から攻略することに変更された。5月末から数ヶ月間、数次にわたり１空先遣隊（千歳空の一部と混成）がラバウルに補給される。6月5日 ミッドウェー海戦の敗北を受け、ミッドウェー島進出部隊の錬成が中止される。7月末、ニューギニア島東南・ラエ基地戦闘機隊は連合軍側空襲激化のため一時撤収、ラバウルへ帰還する。

#### ガダルカナル島の戦い
1942年6月19日、日本海軍はガダルカナル島に上陸し、陸上基地の建設を開始した。この間もポートモレスビー攻撃を続けた。8月初頭、日本海軍の設営隊はガダルカナル島の北沿岸、ルンガ川、とテナル川の間の平地に建設していた飛行場はほぼ完成した。
8月5日と6日の両日、浜空飛行艇隊哨戒担当の3機が毎日1時間の哨戒任務で雲上を飛び、スコール雲下を航行中の低速な米軍大船団を見逃す。ガダルカナル上陸作戦の船団編成は、19隻の軍隊輸送船と4隻の輸送駆逐艦に分乗した19,000名の上陸部隊、3隻の空母を含む護衛艦隊が護る大船団で、米軍上層部ではこの計画は無謀で成功の見込みは薄いと考えていたものであった。8月7日、米軍大船団によるガダルカナル上陸作戦の奇襲に成功し、日本と連合軍の間でガダルカナルの戦いが始まる。8月7日、ツラギの浜空は早朝から攻撃を受けて飛行艇が全滅する。以後48時間耐え島半分を死守したが、翌日島の背後に回った米駆逐艦から艦砲射撃を受けて全滅。ラバウル航空隊はガダルカナル制空権の継続確保のため、陸攻を攻撃主力とするガダルカナル航空撃滅戦を開始する。
8月7日、第二航空隊（山本栄司令）の艦上爆撃機隊と零戦三二型を装備した戦闘機隊がラバウルに着任する。2空は、日本出発時はニッケル産地のニューカレドニア島へ進出予定だった。艦爆隊は洋上不時着水覚悟でツラギ攻撃。過半数が撃墜され残機も洋上不時着、艦爆機全機喪失、18名中生還者は6名だった。8月21日、第六航空隊（森田司令）がラバウル着任。8月22日、2空と台南空がニューギニア島の東南・ブナ、ラエ基地に進出し、モレスビー攻撃を実施。
9月上旬、2空は8月末に完成したブーゲンビル島北端のブカ基地に前進。1942年9月、2空の制空戦において支障となっていたブーゲンビル島南端にブイン基地（米呼称「カヒリ」）が完成した。また第三航空隊（梅谷司令）、鹿屋海軍航空隊戦闘機隊、陸攻隊（小林司令）がラバウルに着任。
9月、陸海軍は共同で、ガダルカナル島とツラギの奪還を目的としたカ号作戦を実施した。このため、地上部隊として川口清健陸軍少将の川口支隊をガ島に輸送し、連合艦隊はこの機会に敵艦隊の撃滅を狙っていた。12日、川口支隊のガダルカナル第一回総攻撃の予定にあわせ、2空の倉兼大尉指揮で陸攻25機、戦闘機15機がラバウルからガダルカナルに攻撃を実施。日本海軍側は米軍機11機撃墜を報告し日本側の陸上攻撃機3機の自爆を報告した。米軍側は日本軍爆撃機10機と零戦3機の撃墜を報告  。台南空の零戦隊15機がこの直掩を務め、米軍側の戦闘機17機と交戦、日本海軍側は、米軍戦闘機13機撃墜20機地上破壊、陸上攻撃機自爆2機、未帰還2機を報告した。9月12日夜、13日夜、日本陸軍は1日遅れで第一回総攻撃するも失敗。
13日昼、陸軍との連絡参謀の田中少佐はガダルカナル飛行場へ飛来し、駐機している約40機の戦闘機を確認し着陸中止して帰投。9月14日昼、ラバウルの陸攻27機、直掩の零戦11機（2空、倉兼大尉指揮）はガダルカナル飛行場西側から進入して爆撃、零戦隊は10機撃墜を報告。14日午後、ラバウル東飛行場では修理機引火事故が大爆発を引き起こし弾薬、燃料を大量に喪失。戦闘機搭乗員の角田和男によれば、吹き上がる黒煙はラバウル湾東側の火山群を覆い、セントジョージ岬上空からも見え、夜半まで爆発炎上が続いたという。
18日、米第7海兵連隊4,200名がガダルカナルに到着、米軍側は上陸以来悩まされていた弾薬・糧食の不足を解消でき、戦力が著しく充実する。9月末、米海兵隊航空機迎撃体制を確立。常時60機の作戦使用が可能になり、基地の専守防衛から島内の日本陸軍部隊を航空機で撃滅する積極策に転換する。10月初旬、駆逐艦による数次の陸軍部隊輸送成功、第17軍司令官百武晴吉中将がガダルカナルへ進出。10月25日前夜、日本海軍は陸軍よりガ島飛行場を占領したとの連絡（誤報）が入り2空の零戦8機が進出、F4Fの奇襲を受け4機未帰還。11月、第二五一海軍航空隊と改称した台南空は、消耗のため零戦機材を残し輸送船で内地へ戻り豊橋基地で再建に入る。第二〇二海軍航空隊と改称した3空（岡村基春司令）も中部太平洋ケンダリーで錬成に入る。また、2空は第五八二海軍航空隊（山本栄司令）と改称、 6空は第二〇四海軍航空隊（森田司令）と改称、鹿屋空戦闘機隊は第二五三海軍航空隊（小林司令）と改称してラバウルで任務継続した。11月9日、第二五二海軍航空隊（柳村司令）がラバウルに着任する。
11月14日、ガダルカナル島へ最後となる第二次強行輸送作戦実施。輸送船1隻に護衛の駆逐艦1隻をつけ突入擱座を覚悟して高速大型輸送船11隻がガダルカナル島に突入。早朝から米軍機8波のべ100機による攻撃に対し、日本側は零戦のべ32機、水上機のべ14機が上空直衛に当った。輸送船員達によれば朝から船団上空を護って米軍機を迎え撃ってくれたのは水上機だけで、身軽な多数の米軍戦闘機に包囲され簡単に撃墜されながら1機1機次々と突っ込んでいったという。また同戦域で基地航空隊および空母飛鷹母艦飛行機隊の零戦隊が来襲したB-17および米空母艦載機と空戦した。
1942年12月の時点で、一式陸攻と乗組員たちの大半を消耗し、効果のある編隊による夜間雷撃などが困難になる。この時、第701海軍航空隊、第七〇二海軍航空隊、第七〇三海軍航空隊、第七〇五海軍航空隊、第七〇七海軍航空隊、第七五二海軍航空隊、第七五三海軍航空隊、第七五五海軍航空隊の陸攻隊がラバウルに残っていた。12月23日、252空の零戦24機が完成したばかりのニュージョージア島ムンダ飛行場に進出した。しかし進出直後から連日の連合軍機の空襲を受け、数日で壊滅した。29日、701空の九六式陸攻救出隊により搭乗員はラバウルに帰還した。24機の零戦中、ラバウルに撤退できたのは3機のみであった。12月末、日本陸海軍は南部ソロモン・ガダルカナル島からの撤退を決定する。

#### 陸軍航空部隊の進出
もともと、陸軍には、明文化された協定はなかったが、陸軍の主戦場はアジア大陸方面であり、太平洋方面の作戦は海軍の担当という考えが強かった。ポートモレスビー攻略を目指す陸軍の南海支隊がニューギニア戦線で敵機の妨害を受けて苦戦中と伝えられ始めた1942年8月頃に天皇は陸軍航空部隊の南東方面での使用を下問したが、陸軍は派遣が困難であると答えていた。
第2師団を主力とする総攻撃が失敗したのちも、カ号作戦を実施するという陸海軍の方針に変わりはなかった。そのため、航空部隊の増強をはかる必要があり、海軍は陸軍に陸軍航空部隊の早急な派遣を要望した。陸軍参謀本部は、第8方面軍に対し、陸海共同して速やかにソロモン群島方面の敵航空兵力を制圧し、ガダルカナル島方面の作戦準備を行い飛行場を奪回するように指示したが、当時は陸軍の航空戦力はまだ進出していなかった。しかし、新編成される第6飛行師団の派遣が11月16日に決まり（同師団隷下の第12飛行団（隷下2個飛行戦隊）の一式戦闘機「隼」約100機の派遣を決定）、12月18日に陸軍の戦闘機部隊の第一陣（一式戦一型57機を装備する飛行第11戦隊）がラバウルに到着した。
当初の6飛師は主に第11戦隊（一式戦）・飛行第1戦隊（一式戦）・飛行第45戦隊（九九式双軽爆撃機）・独立飛行第76中隊（一〇〇式司令部偵察機「新司偵」。一〇〇式司偵の独飛76中は6飛師編成前の1942年10月に既にラバウル進出済）からなり、のちには飛行第14戦隊（九七式重爆撃機）、ニューギニアへ転戦後は飛行第208戦隊（九九双軽）なども加わる。

### 1943年

#### ガダルカナル島撤退

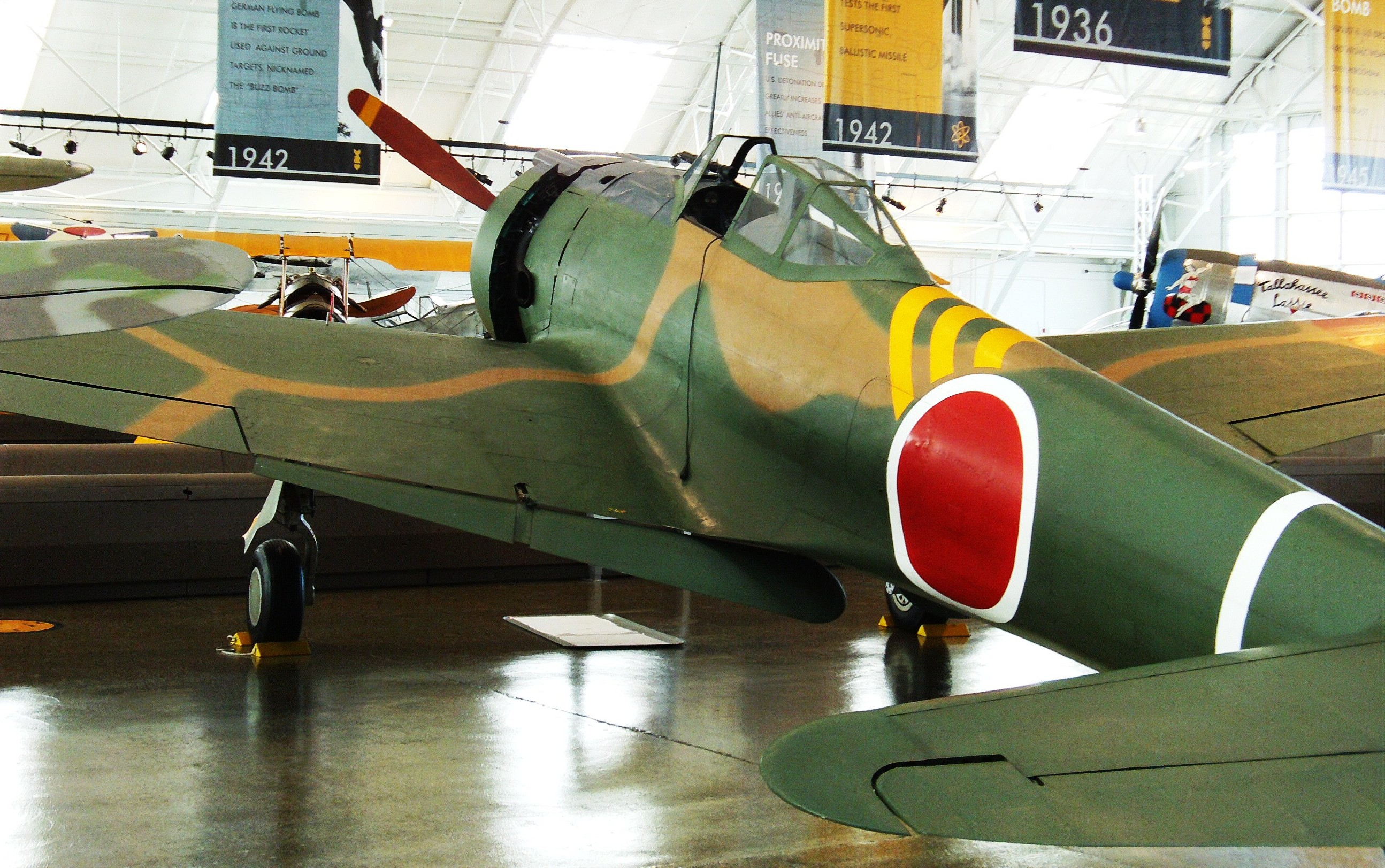
飛行第11戦隊の一式戦「隼」一型丙（キ43-I丙）。本機は実際に第11戦隊がラバウルにて使用し、終戦直後にブナカナウ飛行場から4マイルほどの密林で発見されたもの。世界で唯一機体・エンジン（ハ25）ともにオリジナルかつ動態である一式戦

ラバウルの海軍戦闘機隊は、零戦の20mmでも苦戦している大型重爆撃機B-17が（一式戦の）13mmで落ちるはずがない」と考えていた。しかし、第十八号作戦発動初日の1943年1月5日に第11戦隊第2中隊の一式戦は日本軍船団攻撃に飛来した第43・第90爆撃航空群のB-17 6機、B-24 6機と交戦、2機を喪失（1名生還・1名戦死）するも1機のB-17Fを撃墜、さらに582空の零戦2機との協同戦果としてさらに1機のB-17Fを確実撃墜した（第43爆撃航空群ジャック大尉機・リンドバーグ少佐機。リンドバーグ少佐機には第5爆撃航空団指揮官ウォーカー准将が搭乗しており、ウォーカー准将は落下傘降下し捕虜になった。）。以降10日まで第11戦隊の一式戦は船団護衛を行い大型機を中心に米軍機6機ないし7機を撃墜（B-17E/F 2機ないし3機・B-24D 1機・B-25D 1機・P-38F 1機）、空戦で13機を喪失するも来襲する延べ320機余りもの連合軍機を邀撃し、喪失輸送船を1隻にとどめ十八号作戦は成功に終わった。
1月9日、頭号戦隊たる第1戦隊もラバウルに進出。27日、補充機を受領し戦力回復した第11戦隊と、第1戦隊の一式戦69機は末期ガダルカナル島の戦いにおいて完全撤退中（ケ号作戦）の地上部隊を支援するため、第45戦隊の九九双軽9機とともにガ島を攻撃。この空戦においてアメリカ陸軍航空軍および海兵隊戦闘機24機と交戦、一式戦は6機を喪失するも7機を確実撃墜した（戦果内訳はP-38 2機・P-40 2機・F4F 3機、第339戦闘飛行隊および第112海兵戦闘飛行隊）。なお、この2日前の25日に海軍の零戦72機が一式陸攻12機とともにガ島を攻撃しているが、5機を喪失し撃墜戦果無しと一方的な敗北を喫していた。31日、第11戦隊の一式戦は第112海兵戦闘飛行隊のF4F 8機と交戦し2機を喪失するも、2機を確実撃墜。
2月1日の第一次撤退日は九九双軽を掩護しガ島飛行場に対し航空撃滅戦を実施。第二次撤退日の4日には撤退将兵を乗せた駆逐艦を第11戦隊第1中隊が上空掩護、来襲したF4F・P-40・SBD・TBFと交戦し一式戦2機を喪失するも3機を確実撃墜（F4F 1機・SBD 1機・TBF 1機）、駆逐艦の損害は1隻中破・1隻小破で済み艦隊を守り抜くことが出来た。アメリカ軍はさらにF4F 2機・P-40 1機（同士討ち）・SBD 1機を空戦で喪失しており、日本軍も途中で空戦に加わった海軍の零戦2機を喪失している。
ケ号作戦成功に大きく貢献するなど活躍を見せた一式戦ではあったが、2月6日、九九双軽を援護しニューギニアのワウ飛行場攻撃時に一式戦4機・九九双軽3機を喪失し第11戦隊長杉浦勝次少佐が戦死（戦果はA-20 1機・C-47 1機撃墜、ワラウェイ1機地上破壊）。
ラバウル方面への陸軍航空部隊は増強され、戦闘機は一式戦「隼」のほか二式複座戦闘機「屠龍」（夜間戦闘機）および後には三式戦闘機「飛燕」も参戦する。一方で同年春、三式戦の大編隊がトラック島から移動中、多数機を損失する事故が発生。三式戦が試作審査開始1年経過し液冷エンジン周りのトラブル頻発するなかでの強行出撃だった。ラバウルの陸軍司令部によれば、液冷エンジントラブルで一旦基地に戻り離陸やり直したため誘導機に合流できず単発機編隊で偏流修正せずに洋上を進んだため進路が左にそれてほとんどが燃料切れでブーゲンビル島東海岸に辛うじて不時着したという。その他に、ニューギニア島東岸のラエにまで通り過ぎて飛んでいった機もあり、燃料不足で洋上不時着した機も複数あり、この燃料不足については、設計製造の川崎航空機の調査により、逆止弁すり合わせ工作精度が悪く翼の負圧側に開口していた空気抜きの孔から燃料が漏れた（吸いだされた）ための燃料不足であると判明し全く申しわけないミスと陳謝している。また、スパイ工作員による隊長機コンパスの狂いを疑う噂も流布されていた。
1943年（昭和18年）1月末、陸攻による夜間爆撃を開始。海軍艦爆隊が昼間攻撃に参加。
2月初頭、南部ソロモン・ガダルカナル島から撤退完了。戦闘機隊の201空・204空・582空がブーゲンビル島南端ブイン基地に進出。以後、制空戦と中部ソロモンへの輸送船団上空直掩任務を行う。3月3日、ニューギニア東南ラエへの陸軍部隊輸送作戦である「第八十一号作戦」（ビスマルク海海戦）の上空直掩を務めるが、米軍機に捕捉され輸送船団は座乗陸軍部隊とともに壊滅した（輸送船8隻沈没・駆逐艦4隻沈没）。以後この東部ニューギニアとニューブリテン島間の海域の制海権を失い、潜水艦か大発動艇による夜間小規模輸送になった。
3月10日、第11戦隊はソロモン方面のラバウルから今後主戦場となる東部ニューギニアのウエワクに前進。
4月、日本海軍は「い号作戦」を発動（4月2日 - 4月17日）。作戦期間中は第一航空戦隊・第二航空戦隊の空母瑞鶴・瑞鳳・飛鷹・隼鷹母艦飛行機隊がラバウルへ進出。X作戦でソロモン方面、Y作戦でニューギニアのポートモレスビー方面、Y1作戦でニューギニアの南東端ラビ方面を攻撃。4月18日、連合艦隊司令長官山本五十六大将がブイン近くで搭乗機を撃墜され戦死（海軍甲事件）。
5月14日、251空（小園司令）が進出。6月16日、ガダルカナル島でルンガ沖航空戦が発生。以後、南部ソロモン制空権を喪失し6月30日中部ソロモン・レンドバ島に米軍が上陸。6月30日、ニューギニア島が危機になり、東南・サラモア攻略作戦を開始。連合軍は陽動作戦で南のナッソウ湾に上陸。7月上旬、レンドバへの陸軍爆撃隊と海軍戦闘機隊の協同作戦が2回実施される。攻撃で与えた在地連合軍へのダメージは大きく効果があったが、2回で中止になった。1943年7月15日、第二〇一海軍航空隊（中野司令）がラバウルに着任。

#### ブーゲンビル島の戦い
1943年7月中旬、2航戦の全機がラバウル経由でブインへ進出。28日、陸軍は航空軍たる第4航空軍を編成、ラバウルの陸軍航空部隊はニューギニア攻防・反撃のため両面作戦に入る。
主に飛行第68戦隊、飛行第78戦隊（共に三式戦装備）からなる陸軍の第14飛行団（団長寺西多美弥中佐）がウエワクとの間を移動・往来。以後、ニューギニア島東南部および海峡を越えたニューブリテン島南西のツルブ、マーカス岬の両方面を担当。12月、第68戦隊は爆撃隊とともに海峡を越えマーカス岬の防衛のために出動を継続。8月16日-17日、第14飛行団が基地とするニューギニア島中央のウエワクが連合軍の奇襲を受け、100機が地上破壊される。一時期作戦続行困難に陥り、以後完全守勢となる。
9月1日、251空は消耗により解散し、搭乗員は201空と253空へ転属。9月中旬、中部ソロモン・ニュージョージア島ムンダ基地放棄。9月、ニューギニア島東南、サラモア・ラエ相次いで陥落、地上軍は死のサラワケット越えでキアリへ脱出。連合軍はこの地域に11月までに10か所以上の飛行場を建設。10月から翌1944年（昭和19年）1月まで、ニューギニア島・フィッシュハーフェン戦を継続。10月、北部ソロモン・ブーゲンビル島南端のブイン基地を放棄脱出。ラバウル帰還命令を発する。27日、ブーゲンビル島南端の第九三八海軍航空隊水上基地に隣接するモノ島を米軍が占領。
11月1日、日本海軍は「ろ号作戦」を発動。11月1日 - 13日のろ号作戦中「翔鶴」 「瑞鶴」「瑞鳳」飛行隊からなる第一航空戦隊はラバウルに進出。作戦終了時半数を消耗し一部を残し引上げた。ろ号作戦でラバウルにきた1航戦の戦闘機隊は、撃墜マークも桜の花や星マーク、思い思いに記しており、204空でも機体個体の撃墜記録として、前任者の記録に自らの戦果を追加記入して士気を上げた。
しかし11月1日朝には米軍がブーゲンビル島ブカ＝ボニス飛行場をシャーマン少将の第38任務群が、ショートランドをメリル少将の第39任務群が攻撃。中部西海岸へ上陸し、タロキナ飛行場の建設を開始した。翌2日午前4時35分、瑞鶴飛行隊長・納富健次郎大尉を指揮官として一航戦の零戦65機、艦爆18機、第一基地航空部隊の零戦24機がラバウルを発し、セントジョージ岬にて米艦隊および直衛戦闘機隊と交戦。6機が未帰還となったが、駆逐艦1隻撃沈、巡洋艦1隻と輸送艦2隻に火災を起こさせ、直衛のF4U 6機（うち不確実3）の撃墜を報告した。ただし米軍資料によれば、艦戦の被害は第39任務群旗艦「モントピリア」が2発被弾したのみとなっている。午前7時40分、攻撃隊はラバウルに帰還。しかし11時40分、P-38 80機とB-25 75機が飛来し、瑞鳳飛行隊長・佐藤正夫大尉（海兵63期）を指揮官として、一航戦の零戦58機、第一基地航空部隊の57機（201空21機、204空17機、253空19機）が迎撃に上がった。この空戦で日本軍は127機を撃墜（米軍側資料では21機）、未帰還18機。
5日、ブーゲンビル島南端ショートランド水上機基地の人員が徒歩で北端ブカへ退却した。
5日、初めてラバウルに対する大規模な攻撃が実施された。米軍部隊は基地航空部隊と機動部隊の連合作戦で300機を超えた。11日にも同規模の攻撃が実施された。日本はこれらを邀撃したが、被害が大きく、艦艇入泊が不可能になり、兵力保持のための大量補給も絶たれた。
8日夜、日本陸軍の第17軍（主力第6師団）がタロキナ第一回目地上総攻撃。第一次 - 第六次ブーゲンビル島沖航空戦が発生。1航戦の大半は第三次まで参加した。1943年11月まで、東飛行場の戦闘機隊下士官兵の搭乗員宿舎は飛行場南西の市街地側の低地にあったが、12月に夜間空襲が10数機で一晩に数度と増えてきたために、准士官（飛曹長）以上の搭乗員が使っていた飛行場から10kmほど離れ夜涼しく過ごしやすい官邸山頂上の士官宿舎のそばに下士官兵の搭乗員宿舎も移転し、傍らに大きな防空壕が作られた。

#### ラバウル航空決戦

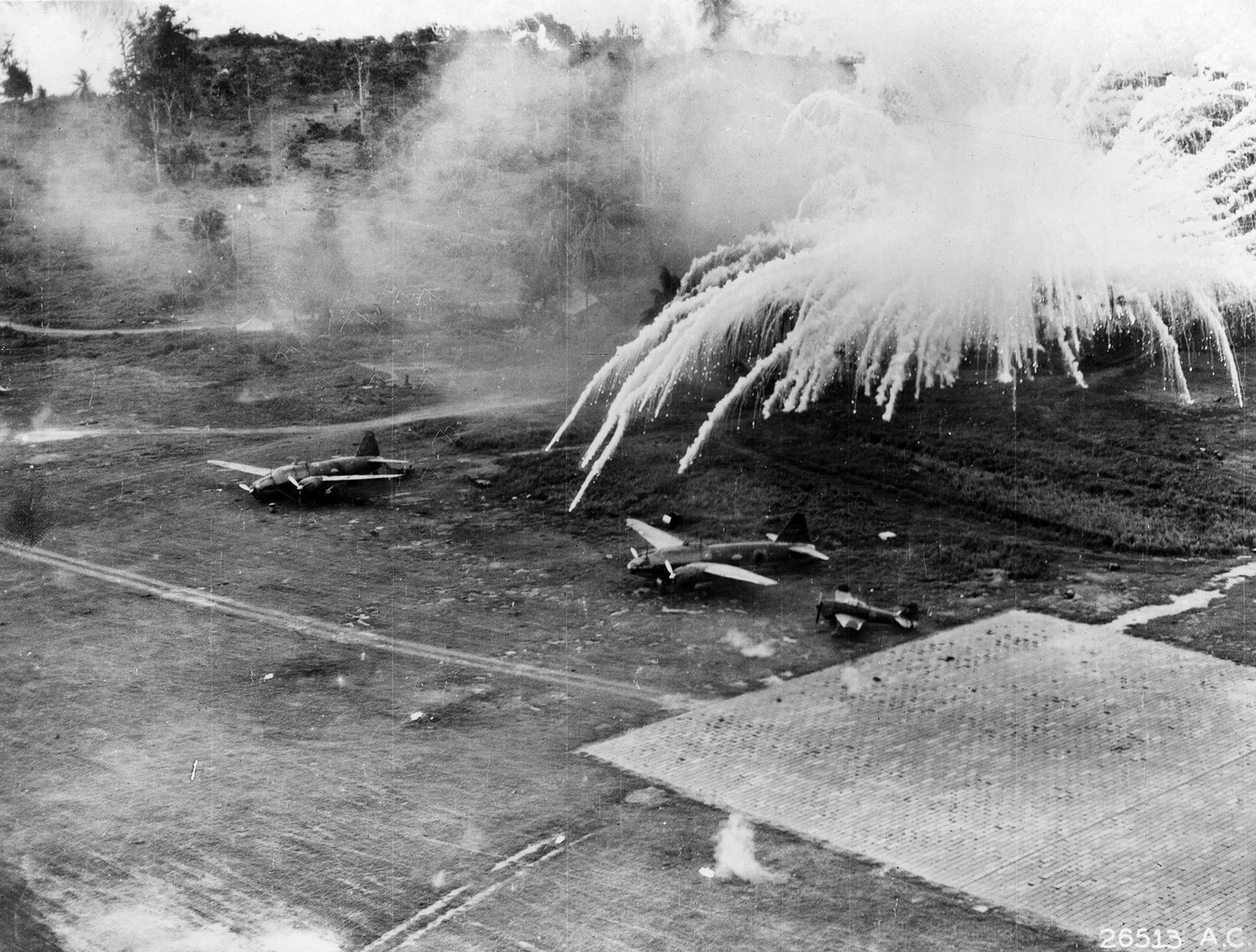
空襲を受けるラバウル航空隊

1943年晩秋まで続いたラバウルからの航空作戦は、11月にブーゲンビル島西岸のタロキナに連合軍の大航空基地が建設されてからはラバウルを中心とする南東方面制空権争奪戦に変わり、1943年12月17日9時から1944年2月末まで2ヶ月間続く「ラバウル航空決戦」が開始した。奥宮正武は、1943年末にはラバウル司令部は焦燥の色濃く、数ヶ月前にもっていた快活さを失ってしまったと語っている。
11月14日、第二八一海軍航空隊分遣隊がラバウルに着任し201空へ編入。12月15日、201空の消耗により幹部の後退が決定。残存201空搭乗員の大半は204空へ転属。12月15日、ニューブリテン島西南端グロスター岬に連合軍が上陸。ラバウルの海軍戦闘機隊が爆撃攻撃を実施。21日、陸軍の第68戦隊三式戦と九九双軽の戦爆連合がウエワクから海峡を渡り、マーカス岬（米呼称アラウエ）を攻撃。20日、ブーゲンビル島北端のブカ水上基地隊が駆逐艦でラバウル湾東南岸の松島基地へ後退。12月23日 - 27日、ニューブリテン島南端ガスマタへ連合軍が上陸し、それに対し日本は戦闘機による爆撃攻撃を実施。
1944年1月前後、201空・204空・253空による邀撃戦が行われる。連日数百機の敵戦爆連合が一日に数回の波状攻撃を実施する。1月4日、201空がサイパンに後退した後、邀撃する零戦隊はラバウル東飛行場の204空とトベラ飛行場の253空の2隊のみの状態であったが、ラバウルの零戦隊の搭乗員たちによってラバウルの制空権を死守されていた。イギリスが発表した航空戦の戦略理論 N2乗法則（N square Low）が示す通り、少数機で多数機に対抗することが極めて困難なことだった。日本側はセント・ジョージ岬のレーダー基地からの警報により敵来襲を30分前に事前予測し、26航戦所属の数十機のラバウル零戦隊全機は一斉離陸を5分で完了、高々度で待機して邀撃し、来襲する連合軍戦爆連合大編隊との間に大空中戦が展開された。邀撃する零戦隊は、来襲する護衛戦闘機陣をかわして爆撃機編隊先頭に突進、攻撃して編隊を小さく分散させた後で、周囲から執拗な攻撃を繰り返した。これに対し連合軍各国の混成航空隊（米軍の陸・海・海兵隊所属の各航空隊、英連邦豪州空軍、英連邦ニュージーランド州空軍）は直掩戦闘機隊と爆撃隊の緊密な十字砲火による協同連携防御でこれを阻止した。ラバウル在地の陸海軍高射砲（高角砲）陣地からの烈しい対空射撃で空一面は弾幕で覆われた。彼我ともに知略を尽くす緊迫した連日の空中戦闘で、零戦隊の戦果は少ない日は6機、多い日は87機、平均で20数機以上を報告していた。
1月17日、ラバウル上空邀撃戦で撃墜69機を報告し、翌日東京で上奏、御嘉賞される。この戦闘はSBD 29機、TBF 18機、および戦闘機F4U、F6F、P-38 70機、計117機を零戦計79機が迎撃、損害は被弾8機だけで撃墜69機（うち不確実17機）の大勝利を報告したものであった。しかし、これは誤認戦果であり戦後の照会では米軍の被害は12機であった。米軍も撃墜32機（うち不確実12機）と誤認報告したが、被撃墜はなかった。
司令部参謀佐薙毅は、ラバウルの航空隊が来襲する敵機の大編隊に毎回大きな損害は与えたと語っている。ラバウル守備隊は毎週、連合軍側生存搭乗員を多く捕虜にしていた。地上基地員たちも爆撃終了後は人力に加えラバウルのトベラに持ち込んだスチームエンジンローラー、英軍鹵獲ブルドーザも整地に使い滑走路を速やかに修復、復旧させた。日本側の戦闘においては離陸し第1中隊指揮官として岩本徹岩本徹三などが邀撃にあたった。さらにこの戦闘で飛行場の真上遥か高空で大型4発機大編隊に第4中隊の零戦数機がとりつき一撃でB-24が2機続けて炎上し撃墜された。日本にはラバウル航空戦のニュース動画映像（1944年1月17日付）が一本残っている。内地から日映ニュース班が来訪し連合軍・日本軍に唯一存在するラバウル空戦の実写フィルム「南海決戦場」邀撃戦 69対0 を撮影した。26航戦の邀撃戦では、緊急発進した零戦は中隊長、小隊長、列機区別なく、先に飛び上がったものを中心に次々と編隊を組み、集結していった。これは、1943年秋、「ろ号作戦」でラバウルに進出した1航戦戦闘機隊の邀撃戦で示された「一斉離陸」が範となり戦訓となっていた。空中戦では敵機より優位をとる必要があり、緊急の邀撃戦では素早く離陸した者が戦果を上げやすいため、一斉離陸をし、その様子は先陣争いだった。後に離陸した者が列機となり編隊につく。顔がわからなくても互いによろしく、と編隊を組んだ最初に風防ごしに挨拶しておけばよく、階級の上下など後からとやかく言う者はいなかった。狭いトベラ基地に移ってからの邀撃戦では列線にならぶ零戦の近くで待機し早めに離陸した。杉野計雄によれば、若年搭乗員たちは目をつけた実力者、慕う者の後にすばやくついたという。邀撃戦の編成表は事後に作成された。

### 1944年以降

#### トラック島空襲
1944年1月24日、204空は消耗により幹部がトラック島へ後退。生存204空搭乗員の大半は253空へ転属。1月25日、ラバウル南東方面司令長官の草鹿任一中将の要請で2航戦がラバウルに着任したが、1ヶ月後には三分の一に消耗。
2月17日、米機動部隊によるトラック島空襲を受ける。ラバウル向けの補給用零戦270機が地上破壊され、航空機は全滅。18日、前日に続き空襲砲撃で湾内の艦船も多数沈没しトラック島は補給基地としての機能を完全に失った。
トラック島の壊滅的被害を補うため、11航艦および2航戦所属の全航空隊はトラック島へ後退することになった。2月20日、253空と2航戦の稼動全機（戦闘機約30機・陸攻数機）がトラック島へ後退。2月29日の戦時編制改定で2航戦は機動部隊に復帰、ラバウル航空隊の中核であった11航艦は、麾下の26航戦（751空を編入）が14航艦に転出した。204空と582空は解隊され、11航艦の下には25航戦（151空・251空・253空）が形式上は残ったが地上要員が主体となった。この時点で、ラバウル航空隊は実質的に終焉を迎えた。ラバウル航空隊の損失機数は、戦闘機1,467機、攻撃機1,199機、その他267機の計2,935機だった。

#### 連合軍の迂回方針
連合軍はラバウル攻略を意図して空襲による猛攻と、スルミ、グロスター岬へと上陸作戦を繰り返し、ラバウルに対する艦砲射撃も3度行われたが、連合軍はラバウルへの本格攻略を回避、迂回して2月29日にアドミラルティ諸島に上陸、占領し米機動部隊北上作戦の拠点泊地を構築した。
連合軍空軍力の全力による1943年12月17日から3ヶ月のラバウルへの空襲総攻撃は、海軍のリア少将の上申をうけた米海軍第3艦隊司令官ハルゼー中将から米陸軍の南西太平洋方面の連合国最高司令官ダグラス・マッカーサー大将の全面的協力をえて連日激戦がくりかえされていた。
他方、ちょうどこれに重なる時期、1944年に入り米陸海軍内部では太平洋方面作戦でラバウルの迂回方針が検討された。1943年11月の米海兵隊ブーゲンビル島タロキナ上陸直後の危機的状況は米空母2隻（サラトガ、プリンストン）と基地航空隊協同のラバウル強襲により無事回避したが、ハルゼーはこのあと1943年12月23日から26日までハワイでチェスター・ニミッツと打ち合わせ、アメリカ西海岸カリフォルニアの自宅で家族に会ったあと、1944年年明け - 1月末まで米国政府のあるアメリカ東海岸のワシントンに滞在し、米海軍最高指揮官のアーネスト・キング海軍大将（合衆国艦隊司令長官兼海軍作戦部長）に「ラバウルとカビエンの占領は不要」と自説を上申した。それは、ラバウルの真東の洋上にありセント・ジョージ岬 - ブーゲンビル島の間をラバウルから北東へぬける海路を中央で阻むグリーン諸島、ラバウルの北隣ニューアイルランド島カビエンの北側を洋上で阻むセント・マシアス群島の南東小島のエミラウ島、ラバウルの西方洋上に位置しラバウルからトラック島への北西海路をエミラウ島との間で挟むアドミラルティ諸島のマヌス島を占領しラバウルを包囲遮断すれば南太平洋方面での日本軍の作戦は成立しなくなる、という予測を説明した。
1月末、ハルゼーはこの方針にニミッツ大将（中部太平洋方面の連合国最高司令官）とマッカーサー大将（南西太平洋方面の連合国最高司令官）の了解をえるため、ニミッツのいるハワイ真珠湾へ向かい会議に参加した。真珠湾での米陸海軍司令部幕僚、参謀が集合した作戦会議では、この方針に基づき、当時攻略中のグリーン島を1944年2月19日に占領、マヌス島は同年2月29日から攻略する日程が決定された。米陸軍マッカーサー司令部側はカビエンの同年4月1日攻略計画を主張した。3月には、米陸軍所轄の攻撃目標だったマヌス島までも米海軍が占領した。マヌス島には東端から北側を巨大な弓状に湾曲して伸び囲むロスネグロス島が天然の良港を形成し大艦隊を収容できるロレンゴー湾があって、米海軍は根拠地としてアドミラルティ泊地を構築した。これに対し豪州オーストラリアのブリスベーンに滞在して指揮していた米陸軍のマッカーサーは強く憤ったため、ブリスベーンで双方の和解と調整が図られた。カビエン攻略は3月14日に中止決定されその北のエミラウ島が代わりの攻略目標になった。
ラバウル迂回以降の対日作戦の攻撃方針は、ウルシー環礁、フィリピンを基地として硫黄島、沖縄、日本本州を攻撃する方針にはなっていたが、1944年5月のサンフランシスコでの作戦会議では、米海軍最高指揮官のキングはフィリピンを攻撃で破壊しないように台湾攻略を主張、レイモンド・スプルーアンス中将は中国上海の南方上山湾攻略を主張、その他、最終段階の1945年（昭和20年）春、九州攻撃までは様々な意見が出続け揺れた。この後の米海軍は新建造の大型高速空母を多数就役、訓練し実戦配備完了した大艦隊を擁し、1943年11月から1944年7月まではスプルーアンス中将の第5艦隊司令部が指揮してギルバート・マーシャル、サイパン、マリアナ群島を順次攻略し、そのあと1944年8月から1945年1月まではハルゼー中将の第3艦隊司令部がこの大艦隊の指揮を引き継ぎ台湾沖、レイテ、フィリピンを攻略していった。

#### 孤立以降
1944年2月下旬の基地航空部隊の稼動機のトラック島への撤退と1944年2月29日のアメリカ軍のアドミラティ諸島への上陸によって、ラバウルは完全に孤立化した。同じころ、ニューギニア方面も航空基地としての機能を失いつつあり、ラバウルを中心とする組織的な航空作戦は終了した。戦闘機がなくなり、港内では、敵機の監視が厳しく、小船の航行も困難になった。ラバウルには第九五八海軍航空隊が、ブインには第九三八海軍航空隊が残留し、両隊合わせて水上機十数機が残されていた。
同年3月2日、連合艦隊はラバウルに残存する搭乗員を救出する「登作戦」を発令した。敵の戦闘機から隠れながら陸攻、飛行艇、水上機がトラックとの間を往来して、草鹿龍之介少将や富岡定俊少将など所要の人員を内地に送り返した。登作戦の結果、飛行艇で運ばれた500余名などラバウルの残存搭乗員はほぼ全員が収容された。伊号第四十一潜水艦も搭乗員50名・航空廠関係者を運んでいる。しかし、2航戦と751空の地上要員約400人は曳船「長浦」及び輸送船「興和丸」「黄海丸」から成る護送船団（第38号駆潜艇・第48号駆潜特務艇護衛）でラバウルを出た後、空襲及び米艦隊との交戦で全滅した。
ラバウルには第一〇八海軍航空隊廠長の山川義夫大佐以下約3500名の整備や技術の関係者が残された。彼らは、損傷した飛行機の修復を行い、まず約10機の零戦を、後に九七艦攻2機を作成した。1944年2月28日の稼動機数は零戦16機・夜戦1機に達した。3月2日、零戦7機は敵編隊に攻撃して5機撃墜を報告。3月15日、水上機隊がブーゲンビル島ブインへ再進出。現地残存201空・204空・582空残留員で再編成される。ブーゲンビル島南端旧ブイン基地に残留した第八艦隊司令部、第一根拠地隊司令部、佐世保鎮守府第六特別陸戦隊は水偵機をジャングルの隠れた入江・川に引き込み、隠密作戦続行。3月8日-25日、日本陸軍第17軍、タロキナ飛行場へ総攻撃。ラバウル航空隊は第17軍司令官百武中将の要請に応じ爆装零戦によるタロキナ飛行場夜間爆撃を行うも失敗。4月15日の残存稼動機は零戦4機・夜戦1機となった。
同年5月5日に形式上ラバウルに残存していた25航戦は解隊され、麾下の151空・251空・253空は22航戦に転属となった。25航戦司令官の上野敬三少将もこれに先立つ3月8日にラバウルを離れていた。同年6月15日、各隊のラバウル残留員（主に地上要員）をもって第105航空基地隊が開隊されて、旧151空副長の堀知良少佐が105基地隊副長兼飛行長に就任、同隊が終戦までラバウル方面の航空作戦に従事することになった。
あ号作戦の直前、海軍が米海軍の主力の動向を探っていることを知った南東方面艦隊司令部は、5月31日に零戦2機でアドミラルティ泊地を偵察して連合艦隊司令部に報告。同方面への偵察はその後もたびたび行われた。10月、陸軍の独立飛行第83中隊により修理された一〇〇式司偵が完成し、トラック島でキニーネを受領するために往復する。
1944年10月15日、レイテ作戦に関連してアドミラルティ泊地を偵察。11月9日、零戦3機（60キロ爆弾2発装備、一番機は複座改造型）にてアドミラルティのハイン飛行場を爆撃。1944年末、ブイン水上基地の938空解散、残存人員はブーゲンビル島内で第85警備隊に編入された。1945年には、ニューブリテン島内前線拠点での地上戦続行中に小守備隊の玉砕が相次いだ。4月28日、ラバウルの復元九七式艦上攻撃機2機でアドミラルティ泊地を夜間雷撃。7月中旬、ブーゲンビル島南端旧ブイン基地員は復元零戦二二型1機を密林の中で完成。
1945年8月、海軍105基地隊の零戦と陸軍独飛83中の100式司偵でアドミラルティ泊地へ黎明偵察を実施。第九五八海軍航空隊の零式水上偵察機は補給と偵察を続行。8月15日、終戦。残存していた海軍機は攻撃機1機、戦闘機2機、水上機2機、このうち飛行可能状態の零戦二一型と陸軍の一〇〇式司偵はオーストラリア軍に、ブインの零戦二二型はニュージーランド空軍に接収された。

## 戦後
1972年、戦争末期に墜落したラバウル海軍第253航空隊53-122吉沢徳重（徳三）上飛曹乗機がニューブリテン島ランバート岬沖の海底で発見され、引揚げられてオーストラリアで修復されて1500万円で売り出された。1974年に石松新太郎日本大学教授が購入し、国立科学博物館へ寄付して一時公開していたが、2021年時点で同館の廣澤航空博物館に所蔵中。　

## 評価
赤道近く南緯4度にあるラバウルは、大型艦船が停泊できる天然の良港を備え第一次世界大戦の後も委任統治府が置かれ、この地域における要衝であった。大戦前に海外留学経験のある古い海軍士官らからはラボールと呼ばれていた。
ウィリアム・ハルゼー（アメリカ軍）は息子が米空母のラバウル空襲の際戦死するのではないか不安だったと戦後の回想録に書かれている。ラバウルでの戦死率の高さから、アメリカ軍搭乗員からはラバウルはドラゴンジョーズ（竜の顎）と恐れられた。これはラバウルの地形が竜の顎のような入り組んだ湾であることと同時に、侵攻すれば大損害を被ることを指していた。ラバウル航空隊の戦果については、空戦で頻繁に発生する誤認や重複の影響もあり、戦果の過大報告も起こっている。
戦後に胸襟を開き直接対談した日米軍要人たちの回想レビューでは、米国側にとって熱帯多雨のソロモン戦線で有利だったのはレーダーしかなく、陰惨で前途の見込みが判断つかない精神的、肉体的に苦しい戦争で、太平洋戦線での各局面では情報収集と判断に非常に苦労していた。航空戦も峠をこえる時期までは機数・技量・性能も伯仲していたので、連合軍側も損害は非常に大きく何度も挫折寸前だった。しかし、日本軍側はガダルカナル争奪戦、ソロモン争奪戦で航空兵力、駆逐艦兵力を多く喪失した。後期には米軍側と日本軍側との海軍航空隊の人員・機材の優勢と劣勢が逆転した。連合軍側は搭乗員たち、機材の戦闘機空戦能力が優勢になった。日本側は教官の欠乏、訓練期間短縮、訓練用燃料不足のために新規搭乗員たちの技量は低下した。洋上を高速で自在に移動する点のような攻撃目標の艦隊を、飛行隊を組み海上を遠距離飛行して発見捕捉し攻撃作戦していた航空技量を持つ日本側搭乗員たちは殆どいなくなった。日本陸軍の第8方面軍（司令官今村均大将）が要塞化し集中堅持守備する各地要衝に対し、連合軍側は空白の密林地帯に巨大な土木機械力で大航空基地を1週間で建設して孤立化させていった。双方のバランスが崩れ、日本軍側は海と空を防衛する海上航空兵力を実質的に失い、連合軍側にとっては激戦の沖縄戦を迎えるまでは追撃戦になった。
熱帯風土病に繰り返し罹患することにより現地住民の寿命は短かった。疫病媒介昆虫の蚊殺虫剤DDTが世界に普及する以前の時代、悪性種類のマラリア原虫による重度の熱帯マラリア、強いウイルスの悪性デング熱があり、予防薬キニーネの常用と治療薬アテブリンの備えは必須、傷口は熱帯性潰瘍にかかりやすく、熱帯アメーバ赤痢を予防するため水は飲料用に煮沸が必要であった。気候は地形（山の上側と平地側）によって暮らしやすさが大きく異なり、熱帯の夜の暑さは湿気を含んだ毛布とともに健康を害する元となっていた。搭乗員・基地員の3割は病気にかかり深刻な戦力問題および保健衛生問題となっていた。また降伏後、マラリアの予防薬、治療薬をオーストラリア軍に取り上げられたため、ラバウル将兵にマラリア・デング熱で死ぬものが戦後になって多かったことが知られている。この海域では、南太平洋と北太平洋から貿易風が常に吹き寄せ、上昇気流到達する成層圏高度も高いため、上昇気流によって積乱雲が飛行機の飛び越えられない10,000m以上の高空まで数時間で急激に発達、悪天候となり搭乗員たちの航空作戦遂行をしばしば妨げた。

## 参加兵力
進出順。
海軍基地戦闘機隊千歳空、四空、一空、台南空、二空、六空、鹿屋空、三空、251空、582空、204空、253空、252空、201空、281空
海軍母艦飛行機隊（戦闘機隊）翔鶴、瑞鶴、瑞鳳、飛鷹、龍鳳、隼鷹、飛鷹
海軍基地偵察隊・攻撃隊四空、横浜空、一空、元山空、二空、三沢空、木更津空、東港空、千歳空、鹿屋空、752空、707空、751空、705空、582空、851空、701空、958空、938空、151空、501空
陸軍航空部隊独飛76中、第11戦隊、第45戦隊、第1戦隊、第14戦隊、第13戦隊、第68戦隊、独飛20中、第78戦隊